# Eaglesfield
Eaglesfield ist ein Straßendorf in der schottischen Council Area Dumfries and Galloway beziehungsweise der traditionellen Grafschaft Dumfriesshire. Es liegt rund acht Kilometer nordöstlich von Annan und elf Kilometer südöstlich von Lockerbie nahe dem rechten Ufer des Kirtle Water. Zu den umliegenden Ortschaften zählen Kirtlebridge und Ecclefechan. Im Rahmen der Zensuserhebung 2011 wurden in Eaglesfield 691 Einwohner gezählt.
Nordöstlich von Eaglesfield ließ im Jahre 1734 William Maxwell, 2. Baronet das Herrenhaus Springkell House erbauen.

## Verkehr
Eaglesfield zieht sich entlang der aus Annan kommenden B722. Direkt südlich passiert die A74(M) (Glasgow–Gretna Green) und schließt Eaglesfield an das Fernstraßennetz an. Mit Eröffnung des Bahnhofs von Kirtlebridge wurde im Oktober 1869 in der Nähe ein Bahnhof entlang der Hauptstrecke der Caledonian Railway geschaffen. Während die Strecke weiterhin in Betrieb ist, wurde der Bahnhof im Frühjahr 1955 aufgelassen.